# A Boy's Will
A Boy's Will est un recueil de poèmes de Robert Frost paru en 1913, un an avant North of Boston.